# Касаткин, Владимир Иванович
Владимир Иванович Касаткин (род. 4 сентября 1945 года, Гусь-Хрустальный, Владимирская область, РСФСР, СССР) — советский и российский художник, мастер художественного стекла, член-корреспондент РАХ (2022).

## Биография
Родился 4 сентября 1945 года в городе Гусь-Хрустальный Владимирской области.
В 1971 году — окончил Ленинградское высшее художественно-промышленное училище имени В. И. Мухиной.
С 1965 по 2016 годы — работал на Гусевском хрустальном заводе имени А. Мальцова: мастер-алмазчик (1965—1969), художник (1969—2013), с 2013 по 2016 года — главный художник завода.
С 1973 года — член Союза художников СССР, Союза художников России.
В 2014 году — избран почётным членом, а в 2022 году — избран членом-корреспондентом Российской академии художеств от Отделения декоративных искусств.

## Творческая деятельность
Основные произведения: «Звуки» (1982), «Гимн стеклу» (1985), «Звезды Победы» (1985), «Скорбь» (1990, 2005), «Ковчег» (2002), вазы «Пробуждение» (2004), «Синий цвет» (2005), «Роща золотая» (2006), «Сапожки» (2006), «Бахчисарай» (1987), «Ночь на Ивана Купалу» (2009), «Фронтовые дороги» (2017) и другие.
Работы представлены в коллекциях Государственного Эрмитажа, Государственного исторического музея, музея керамики и Усадьбе Кусково, Всероссийского музея декоративно-прикладного и народного искусства, музея-заповедника «Царицыно», Владимиро-Суздальского музея-заповедника, Музея Хрусталя в Гусь-Хрустальном, а также во многих частных собраниях России и за рубежом.
Постоянный участник российских и международных выставок с 1973 года.

## Награды
- Заслуженный художник Российской Федерации (2007)[1]
- Бронзовая медаль ВДНХ СССР (1978)
- Диплом Академии художеств СССР (1972)
- Почётная грамота имени Г. Г. Фейгина (Владимирский обком комсомола, 1982)
- Лучший художник года в СНГ (2000)
- Диплом выставки «Мир стекла — 2000» (2000)
- Почётная грамота Министерства культуры Российской Федерации (2003)
- Золотая медаль Российской академии художеств (2014)
- Золотая медаль «Духовность. Традиции. Мастерство» Союза художников России (2015)
- Почётный гражданин г. Гусь-Хрустальный (2016)